# قرار مجلس الأمن التابع للأمم المتحدة رقم 1329
قرار مجلس الأمن التابع للأمم المتحدة رقم 1329، المتخذ بالإجماع في 30 تشرين الثاني / نوفمبر 2000، بعد التذكير بالقرارين 827 (1993) و955 (1994)، وسع المجلس غرف الاستئناف في كل من المحكمة الجنائية الدولية لرواندا والمحكمة الجنائية الدولية يوغوسلافيا السابقة، اقترح انتخاب قاضيين إضافيين في المحكمة الجنائية الدولية لرواندا وأنشأ مجموعة من القضاة المخصصين في المحكمة الجنائية الدولية ليوغوسلافيا السابقة.
وأشارإلى التقدم المحرز في تحسين الإجراءات في كلتا المحكمتين، وشدد أيضا على الحاجة إلى استكمال المحاكمات في أقرب وقت ممكن. فضلت المحاكم محاكمة القادة المدنيين والعسكريين وشبه العسكريين على الجهات الفاعلة الصغيرة.
وبموجب الفصل السابع من ميثاق الأمم المتحدة، أنشأ المجلس مجموعة من القضاة المخصصين في المحكمة الجنائية الدولية ليوغوسلافيا السابقة وقام بتوسيع غرف الاستئناف في المحكمة الجنائية الدولية لرواندا والمحكمة الجنائية الدولية ليوغوسلافيا السابقة. وسيعين قاضيان إضافيان أيضا في المحكمة الجنائية الدولية لرواندا للتعامل مع عبء عملها المتزايد. طُلب من الأمين العام كوفي عنان القيام بالأعمال التحضيرية لانتخابات القاضيين الإضافيين في المحكمة الجنائية الدولية لرواندا والقضاة المخصصين السبعة والعشرين في المحكمة الجنائية الدولية ليوغوسلافيا السابقة.
تم حث جميع البلدان على التعاون مع كلتا المحكمتين ورحب بالتعاون المقدم بالفعل. وأخيرا، طُلب من الأمين العام تقديم تقرير بشأن تاريخ انتهاء الاختصاص الزمني للمحكمة الجنائية الدولية ليوغوسلافيا السابقة.

## روابط خارجية
- نص القرار في undocs.org